# Orientalia Christiana Periodica
Orientalia Christiana Periodica (OCL) és una revista trimestral publicada des del 1935 en llatí, italià, francès, alemany i alemany per l'Institut Oriental Pontifici de Roma. Publica dos fascicles anyals amb articles de teologia, història, patrística, litúrgia, llei canònica, religió i arqueologia d'Orient Mitjà, en particular de l'antic Egipte i del Sudan. S'obté mitjançant subscripció i no hi ha edició digital. Cada volum comprèn unes 600 pàgines d'articles, de notes i de recensions.
El director actual de la publicació és el jesuïta Werner Mayer.